# 湯本健一
湯本 健一（ゆもと けんいち、1993年9月29日 - ）は、日本の俳優。茨城県出身。身長173.5cm、血液型はAB型。オスカープロモーション所属を経てフリーを経験した後、ACALINO TOKYOに所属。愛称は健ちゃん、ゆもぉさんなど。

## 人物
特技はアクション。柔道と少林寺拳法のいずれも有段者（初段）である。
趣味はバイク、アニメ鑑賞。特に好きな作品は『四畳半神話大系』。
好きな声優・歌手は水樹奈々。
保有している免許・資格は、普通自動車運転免許、普通自動二輪免許、レタリング検定3級。
座右の銘は、『金は必要だが重要ではない』。
同郷出身の俳優・神永圭佑とは出身小学校・中学校が同じ(学年は湯本が一年上)で、小学生の一定期間同じ少年野球チームに所属していた。
2017年11月14日～2020年9月30日まで株式会社オスカープロモーションの男劇団  青山表参道Xに所属。
2022年3月31日をもってオスカープロモーションを契約満了により退所し、フリーとして活動。
2022年9月29日、オフィシャルサイト「ゆもとくらぶ」を開設。

## 出演

### テレビドラマ
- ドラマ「増山超能力師事務所」（2017年1月5日 - 3月23日、読売テレビ） - 面接受験者 役
- 恋愛バラエティ「恋神アプリ」ボラカイ島編（2018年7月6日 - 8月3日、フジテレビ）
- ドラマ25「これから配信はじめます」- 吉田海斗 役（2024、テレビ東京）

### CM
- 花王「サクセス」育毛トニック&薬用シャンプー
- RICOH toruno（2024）
- HondaGO「見つけよう、心動くこと。」篇（2024）
- IIJmio 「 スマホ代見直しませんか？男性篇 20ギガ 900円 」(2025年)

### 舞台

#### 2013年
- ネルケプランニング「ママと僕たち」（6月21日 - 30日、AiiA Theater Tokyo） - アンサンブル出演

#### 2014年
- ネルケプランニング「ママと僕たち2～おべんきょイヤイヤBABYS～」（5月2日 - 11日、AiiA Theater Tokyo） - 並木橋はると 役

#### 2015年
- ネルケプランニング「ママと僕たち　よちよちフェスティバル～もっかい!いち!に!」
  - もっかい！いち！「ママと僕たち」（2月7日 - 15日、AiiA Theater Tokyo） - アンサンブル出演
  - もっかい！に！「ママと僕たち ～おべんきょイヤイヤBABYS～ 」（2月21日 - 3月1日、AiiA Theater Tokyo） - 並木橋はると 役
- グリッパープロデュース「天満月のネコ」（8月26日 - 9月6日、笹塚ファクトリー） - レグルス 役（team MOON）

#### 2016年
- オトメステージ「マフィアモーレ☆」（2月3日 - 7日、新宿村LIVE） - メリー秘書官 役

#### 2017年
- D'TOT 7th Act「緋色八犬伝」（2月2日 - 5日、博品館劇場）
- 舞台「OZMAFIA!!」（9月6日 - 10日、全労済ホール スペース・ゼロ） - ロビンフッド 役

#### 2018年
- 舞台「おおきく振りかぶって」（2月2日 - 12日、サンシャイン劇場） - 水谷文貴 役
- 「SHIRO TORA～beyond the time～」（6月14日 - 17日、AiiA 2.5 Theater Tokyo） - 梶原雄馬 役※Wキャスト
- 舞台「オバケストラ！」（7月11日 - 17日、シアターサンモール） - メリィ 役
- ミュージカル『テニスの王子様』3rdシーズン 全国大会 青学vs氷帝（7月12日 - 9月24日、 TOKYO DOME CITY HALL 他） - 映像出演
- 舞台「おおきく振りかぶって 夏の大会編」 - 水谷文貴 役
  - 9月6日 - 17日、サンシャイン劇場
  - 9月28日 - 30日、梅田芸術劇場 シアター・ドラマシティ
- 舞台「ニル・アドミラリの天秤」（11月1日 - 11日、全労済ホール スペース・ゼロ） - 笹乞藤一郎 役

#### 2019年
- ミュージカル「忍たま乱太郎 第十弾初演～これぞ忍者の大運動会だ！～」 - 立花仙蔵 役
  - 5月10日 - 26日、シアターGロッソ
  - 5月31日 - 6月2日、森ノ宮ピロティホール ※中止
  - 6月8日 - 9日、春日井市民会館
- 舞台「ENDLESS REPEATERS -エンドレスリピーターズ-」（7月20日 - 28日、品川プリンスホテル クラブeX） - バード 役（team EMERALD）
- Tambourine STAGE「NINJA　ZONE」（9月4日 - 8日、六行会ホール） - 真白 役
- ミュージカル「忍たま乱太郎 第十弾再演～これぞ忍者の大運動会だ！～」 - 立花仙蔵 役
  - 10月11日 - 27日、シアターGロッソ ※一部公演中止
  - 11月8日 - 10日、あましんアルカイックホール

#### 2020年
- ミュージカル「忍たま乱太郎 第十弾 『忍術学園学園祭』」 - 立花仙蔵 役
  - 1月10日 - 13日、舞浜アンフィシアター
  - 1月17日 - 19日、クールジャパンパーク大阪WWホール
- ダブルヘッダー特別公演 舞台「おおきく振りかぶって / おおきく振りかぶって秋の大会編」（2月14日 - 24日、サンシャイン劇場） - 水谷文貴 役
- ミュージカル「忍たま乱太郎 第十一弾～忍たま恐怖のきもだめし～」 - 立花仙蔵 役
  - 4月10日 - 26日、シアターGロッソ ※中止
  - 5月15日 - 17日、クールジャパンパーク大阪WWホール ※中止
- 「青春歌闘劇バトリズムステージVOID」（8月12日 - 16日、あうるすぽっと） - ソウジ 役
- ミュージカル「忍たま乱太郎 第十一弾～忍たま恐怖のきもだめし～」 - 立花仙蔵 役
  - 10月10日 - 26日、シアターGロッソ ※一部公演中止
  - 11月14日 - 15日、春日井市民会館
  - 11月27日 - 29日、あましんアルカイックホール ※中止
- 演劇ユニット「爆走おとな小学生」第十四回全校集会「初等教育ロイヤル(赤組)」
  - 12月10日 - 12日、京都劇場 ※日程変更し2021年7月上演
  - 12月16日 - 17日、シアター1010 ※中止

#### 2021年
- ミュージカル「忍たま乱太郎 第十一弾 『忍術学園学園祭』」 - 立花仙蔵 役
  - 1月16日 - 17日、東京国際フォーラム ホールA ※中止
  - 1月29日 - 31日、クールジャパンパーク大阪WWホール
- ミュージカル「忍たま乱太郎 第十一弾再演～忍たま恐怖のきもだめし～」 - 立花仙蔵 役
  - 4月9日 - 25日、シアターGロッソ
  - 5月14日 - 16日、梅田芸術劇場メインホール ※中止
- 劇団バルスキッチン第14回公演「青春フルスロットル」（5月26日 - 30日、CBGKシブゲキ!!） - 内山和樹 役
- 演劇ユニット「爆走おとな小学生」第十四回全校集会「初等教育ロイヤル(赤組)」（7月23日 - 25日、京都劇場） - 池田くん 役
- ミュージカル「忍たま乱太郎 第十二弾 まさかの共闘！？大作戦！！」 - 立花仙蔵 役(座長公演)
  - 10月9日 - 24日、シアターGロッソ
  - 10月29日 - 31日、クールジャパンパーク大阪WWホール
- ミュージカル「忍たま乱太郎 第十二弾 『忍術学園学園祭2021』」 - 立花仙蔵 役
  - 12月3日 - 5日、あましんアルカイックホール
  - 12月17日 - 23日、明治座

#### 2022年
- Uzume第6回本公演「ボーダレス」（1月26日 - 30日、バルスタジオ） - 齋藤将基 役(座長公演)
- 舞台「刀剣乱舞」綺伝 いくさ世の徒花 - 原マルティノ 役
  - 3月19日 - 4月3日、明治座
  - 4月22日 - 24日、福岡サンパレス ホテル&ホール
  - 4月30日 - 5月15日、新歌舞伎座
- [Soft Boiled Theater-8]クリエイティブユニット【ソフトボイルド】Theater-8「戦国送球～バトルボールズ外伝～天上天下唯我独尊」（6月22日 - 26日、シアターサンモール） - 古郡 仁義 役

［Soft Boiled Theater-9］クリエイティブユニット【ソフトボイルド】
朗読劇『小生とアトムの世界列車』(8月5日 - 7日、アトリエファンファーレ高円寺) ※体調不良のため降板
- ミュージカル「忍たま乱太郎 第十二弾再演 まさかの共闘！？大作戦！！」(10月8日 - 23日、シアターGロッソ) - 立花仙蔵 役(座長公演)
- T-gene stage 舞台「笑わない君と笑う僕」（TACCS1179） - 10月27日昼夜公演 ゲスト出演
- 舞台「忍たま乱太郎」～あかるく、たのしく、ゆかい！～の段（11月3日 - 6日、あうるすぽっと) - 立花仙蔵 役
- 劇団バルスキッチン第22回公演「高飛車モンスター」（11月16日 - 20日、バルスタジオ） - 萩野将棋 役
- [Otona Project第四十五弾]演劇ユニット【爆走おとな小学生】朗読劇「ヤドリギの妖精たち」（12月16日、18日、新宿シアター・ミラクル） - 佐々木先生 役

#### 2023年
- T-gene stage 舞台「嘘つき」（1月18日 - 22日、すみだパークシアター倉） - 三上タクヤ 役
- Uzume第10回本公演「ホシガクレ」（3月8日 - 12日、テアトルBONBON） - 松屋芳樹 役
- ミュージカル「忍たま乱太郎 第13弾 ようこそ！忍たま文化祭！」（4月7日 - 23日、シアターGロッソ） - 立花仙蔵 役
- 東京ジャンクZ vol.9.5 「THE PANIC STAGE〜東京ジャンクZの劇団最終危機からの大脱出劇〜」（8月23日 - 27日、下北沢・小劇場B1）
- ミュージカル「忍たま乱太郎 第13弾再演 ようこそ！忍たま文化祭！」（9月29日 - 10月15日、シアターGロッソ / 10月20日 - 22日、COOL JAPAN PARK OSAKA TTホール） - 立花仙蔵 役
- 舞台「先輩、コントしましょうよ。」（11月2日 - 5日、ブルースクエア四谷）
- ミュージカル「忍たま乱太郎 第13弾 忍術学園 学園祭2023」（12月8日 - 10日、TACHIKAWA STAGE GARDEN / 12月15日 - 17日、COOL JAPAN PARK OSAKA TTホール） - 立花仙蔵 役[4]

#### 2024年
- ミュージカル「忍たま乱太郎 第14弾五年生！対六年生！〜お宝を探し出せ‼〜」　（5月17日 - 6月2日、シアターGロッソ / 6月8日、9日、幸田町民会館）- 立花仙蔵 役

#### 2025年
- ミュージカル「忍たま乱太郎 第15弾走れ四年生! 戦え六年生! 〜閻魔岳を駆け抜けろ〜」（5月23日 - 6月8日、東京ドームシティ シアターGロッソ / 6月14日・15日、COOL JAPAN PARK OSAKA WWホール） - 立花仙蔵 役[5]

### イベント

#### 男劇団　青山表参道Xとしての出演
- 男劇団 青山表参道X 1st Fan Event X’masParty（2017年12月25日、東京・原宿クエストホール）
- 男劇団 青山表参道X 2nd Fan Event～ファンクラブ結成記念！ここから盛り上がっていくぞー！～（2018年2月24日、東京・原宿クエストホール） ※1部のみ出演
- 男劇団 青山表参道X3rd Fan Event ～Happy White Day 2018～（2018年3月12日、東京・品川 THE GRAND HALL） ※2部のみ出演
- 男劇団 青山表参道Xコラボレーションカフェ（2018年6月23日 - 7月16日、コラボレーションカフェ原宿竹下店）
- 男劇団 青山表参道X ファンクラブ会員限定船上パーティー（2018年8月6日） ※ランチクルージング(1部)のみ出演
- 男劇団 青山表参道X 4th Fan Event～1周年記念！大人も子供もO-AOX’mas Party～（2018年12月24日、東京・よみうり大手町ホール） ※2部のみ出演
- 5th Fan Event ～2周年記念！今年は僕たちがサンタクロースだ！～（2019年12月24日、東京・よみうり大手町ホール）

#### 個人での出演
- ネルケプランニング「ネルフェス in 武道館 2014」（2014年11月7日、日本武道館）
- 和貴バースデーイベント～遅れたけど誕生日会したいので、強制的に祝っていただけますか？〜 2部（2019年11月16日、ガムランボール）
- ミュージカル「忍たま乱太郎 第十一弾 春のファン感謝祭」第二部  企画満載・忍術学園スペシャルトークイベント（2021年3月4日 - 8日、日本青年館ホール）
- 「かず茶vol.3」（2021年3月20日、高田馬場音部屋スクエア）
- 「かず茶vol.6～今年も遅れてきました誕生日会。換気をしっかりとするので歓喜させて下さい～」（2021年11月14日、Alice aqua garden田町）
- 「そりパvol.28」2部（2021年12月13日、四谷3丁目ドリームシアター）
- ミュージカル「忍たま乱太郎 第12弾再演」8月8日はGロッソで陣を取れ！～ファンミーティングの段（2022年8月8日、東京ドームシティシアターGロッソ） ※体調不良のため出演辞退
- 「そりパvol.32」1部、2部（2022年12月26日、SUBIR AKASAKA TOKYO Sea Blue）
- 舞台「嘘つき」前夜祭 1～3部(2023年1月8日、MUSEモード音楽学院本館)
- 渡辺和貴&湯本健一「和みの湯」(2023年2月5日、Hall Mixa)
- ミュージカル「忍たま乱太郎」第14弾直前！〜ファンミーティングの段〜(2024年3月4 - 5日、東京ドームシティ シアターGロッソ)

### 配信
- 湯本健一のおうちで会議室
  - ＃1（2020年5月5日、ONSTAGE）
  - ＃2（2020年5月23日、ONSTAGE）
  - ＃3（2020年6月20日、ONSTAGE） ゲスト：大谷誠
  - ＃4（2020年7月29日、ONSTAGE） ゲスト：渡辺和貴
  - ＃5（2020年8月29日、ONSTAGE） ゲスト：梶山武雅
  - 特別回「湯本健一のOnline Birthday！(来年はイベントできるといいな)」（2020年9月28日-29日、ONSTAGE） ※誕生日記念配信
  - ＃6（2020年10月30日、ONSTAGE）
  - ＃7（2020年12月11日、ONSTAGE） ゲスト：鈴木祐大
  - ＃8（2021年1月22日、ONSTAGE） ゲスト：鈴木祐大
  - ＃9（2021年2月6日、ONSTAGE）
  - ＃10（2021年2月20日、ONSTAGE）
  - ＃11（2021年3月27日、ONSTAGE） ゲスト：中村嘉惟人
  - 1周年記念配信（2021年5月7日、ONSTAGE） ※今回をもって正式にONSTAGEのレギュラー配信となる
  - ＃12（2021年6月5日、ONSTAGE）
  - ＃13（2021年6月30日、ONSTAGE）
  - ＃14（2021年7月30日、ONSTAGE）
  - ＃15（2021年8月28日、ONSTAGE）
  - 特別回「湯本健一の～online birthday～(オンラインでもお祝いしてください！！)」（2021年10月2日、ONSTAGE） ※誕生日記念配信
  - ＃16（2021年11月6日、ONSTAGE）
  - ＃17（2021年12月11日、ONSTAGE）
  - ＃18（2021年12月25日、ONSTAGE）
  - ＃19（2022年1月21日、ONSTAGE）
  - ＃20（2022年2月5日、ONSTAGE）
  - ＃21（2022年3月21日、ONSTAGE）
  - アフタートーク（2022年5月27日、ONSTAGE） ※オンライン接触イベント後に配信
  - ＃22（2022年6月18日、ONSTAGE）
  - ＃23（2022年7月8日、ONSTAGE）
  - ＃24（2022年7月24日、ONSTAGE）
  - ＃25（2022年8月26日、ONSTAGE）
  - ～Online Birthday～(2022年9月29日、ONSTAGE)
  - ＃26（2022年10月30日、ONSTAGE） ゲスト：鈴木祐大

#### ゲスト出演した配信
- ミュージカル「忍たま乱太郎」オンライン忍務はじめます！〜6月6日の段〜（2020年6月6日、ニコニコ生放送）
- 渡辺と栗原
  - ＃1（2020年9月28日、ONSTAGE）
- 高畑岬の8787しく行こう！
  - ＃5（2021年3月19日、ONSTAGE）
- ミュージカル「忍たま乱太郎」第十一弾再演 緊急オンライン忍務！〜5月16日の段〜（2021年5月16日、シアターコンプレックス）
- 龍人の「オレノウチ」
  - ＃3（2021年9月10日、ONSTAGE）
- ミュージカル「忍たま乱太郎」第十二弾 緊急オンライン忍務！～まさかの稽古場ライブ配信の段〜（2021年10月3日、YouTube）
- Mission in B.A.C(2023年1月26日、LINE LIVE)

### その他
- 「360°どんな角度もカンペキマスター！マンガキャラデッサン入門」（藤井英俊監修、西東社） - モデルとして掲載
- Picnic原宿店 1日店長イベント(2022年12月25日)